# Nezihe Muhiddin
Nezihe Muhiddin (1889 – 10. února 1958) byla osmanská a turecká aktivistka, novinářka, spisovatelka a politická vůdkyně.
Roku 1923 založila první tureckou politickou stranu - Kadınlar Halk Fırkası. KHF byla založena na podporu ženských politických a sociálních práv. Kvůli dobové politické situaci však nebyla tureckým státem oficiálně uznána.
Muhiddin poté založila Türk Kadınlar Birliği - tureckou ženskou unii. Roku 1927 kandidoval její zástupce do parlamentu, ale neúspěšně.
Zbytek života strávila prací na zlepšení života tureckých žen.

## Dílo
- Şebab-ı Tebah
- Benliğim benimdir
- Güzellik Kraliçesi
- Boz Kurt
- İstanbul'da Bir Landru
- Ateş Böcekleri
- Bir Aşk Böyle Bitti
- Çıplak Model
- İzmir Çocuğu
- Avare Kadın
- Bir Yaz Gecesiydi
- Çıngıraklı Yılan
- Kalbim Senindir
- Sabah Oluyor
- Gene Geleceksin
- Sus Kalbim Sus!
- Türk Kadını